# Шербан Јоан
Шербан Јоан (рум. Șerban Ioan; Букурешт, 2. мај 1948), био је румунски атлетичар, који се такмичи у скоку увис

## Спортски резултати
Његово прво међународно такмичење биле су Европске јуниорске игре 1964. одржане у Варшави када је заузео 7. место.
Прву медаљу освојио је на 1. Европском првенству 
у дворани 1970. у Бечу заузевши треће место. Исте године учрствовао је и на 6. Летњој универзијади у Торину и поново био трећи.
Учесник је и Олимпијских игара у Минхену 1972.. Завршио је на 16. месту резултатом 2,10 метара. 
У периоду 1967—1970. пет пута је поправљао национални рекорд у скоку у вис. Вишеструки је освајач медаља на државним првенствима.
Ожењен је Вирџинојом Бенчи румунском олимпијком репрезетативком у скоку увис.

## Лични рекорди
| Дисципина              | Резултат | Датум          | Место              |
| ---------------------- | -------- | -------------- | ------------------ |
| Скок увис на отвореном | 2,15     | 9. мај 1970    | Букурешт, Румунија |
| Скок увис у дворани    | 2,17     | 15. март 1970. | Праг, Чехословачка |